# دومينيون إنجلترا الجديدة
دومينيون إنجلترا الجديدة (بالإنجليزية: Dominion of New England)‏ في الولايات المتحدة (1686-1689) كان اتحاد إداري لمستعمرات إنجلترا والتي غطت إنجلترا الجديدة والمُستعمرات الوسطى (نيويورك ونيوجيرزي وديلاوير)، باستثناء مستعمرة بنسلفانيا. كان نظامها السياسي مبنيا على النظام الإداري في إسبانيا الجديدة، لكن كان هذا النظام غير مقبول لدى المستعمرين هناك حتى أن فشل محافظ المستعمرة إدموند أندروس في إصلاح النظام وانهار النظام إثر وصول خبر تنازل جيمز الثاني ملك إنجلترا عن عرشه.

## خلفية
تأسست مجموعة من المستعمرات الإنجليزية في أمريكا الشمالية والهند الغربية خلال النصف الأول من القرن السابع عشر، وكانت هذه المستعمرات متفاوتة في سماتها. فنشأ بعضها على هيئة مشروعات تجارية مثل مستعمرة فرجينيا، بينما تأسست أخرى لأسبابٍ دينية مثل بليموث وخليج ماساتشوستس. واختلفت حكومات هذه المستعمرات عن بعضها البعض. أصبحت فرجينيا مستعمرة ملكية عام 1624 رغم كونها شركة في بادئ الأمر، أما ماساتشوستس ومستعمرات إنجلترا الجديدة الأخرى فارتبطت بمواثيق خاصة بشركات التجارة وتمتعت بكثير من الاستقلال والحرية الإدارية. وكانت مناطق أخرى عبارة عن مستعمرات تملّكية امتلكها وأدارها فرد أو مجموعة من الأفراد مثل ماريلند وكارولاينا.
أعقب الاسترداد الإنجليزي عام 1660 سعي الملك تشارلز الثاني إلى تسهيل وتيسير إدارة هذه الأقاليم الاستعمارية. حيث نفذ تشارلز وحكومته عدداً من الإجراءات التي أدت إلى بسط سلطته الملكية المباشرة على عدد من المستعمرات، وكانت تكلفة إدارة المستعمرات الفردية وتنظيم المعاملات التجارية من بين الأسباب التي دفعته إلى ذلك. أقر البرلمان الإنجليزي خلال العقد السادس من القرن السابع عشر عدداً من القوانين التنظيمية التي يُطلق عليها بصورة مجتمعة اسم قوانين الملاحة وهدفت هذه القوانين إلى تنظيم تجارة المستعمرات.
أثارت بعض المستعمرات إشكالات مححدة بالنسبة للملك، لذا فقد رأى الملك في ضم هذه المستعمرات ضمن كيان إداري واحد سبيلاً للتغلب على هذه الإشكالات. لم يكن قد تم إقرار قانون رسمي خاص بمستعمرة بليموث وقامت مستعمرة نيو هيفن بإيواء اثنين من المتآمرين على الملك تشارلز الأول. وكان إقليم مين موضع تنازع بين ماساتشوستس والممنوحين المتنافسين، بالإضافة إلى أن نيو هامبشر كانت ما زالت مستعمرة ملكية صغيرة اقيمت حديثاً.
كان لماساتشوستس تاريخ طويل في أداء دور الحكم الثيوقراطي تأديةً فعليةً، فضلاً عن الممانعة الكبيرة التي أبدتها هذه المستعمرة الكبيرة على قوانين الملاحة ولم يُظهروا تسامحاً كبيراً تجاه غير البيوريتانيين من أمثال مناصري كنيسة إنجلترا (رغم كونها أهم كنيسة بالنسبة للملك) وغيرهم من الطوائف. سعى تشارلز الثاني مراراً وتكراراً إلى تغيير حكومة ماساتشوستس، ولكن السكان قاموا جميع المحاولات الجوهرية للإصلاح. ابتدأت الإجراءات القانونية لإلغاء ميثاق ماساتشوستس عام 1683؛ وبالفعل فلقد أُبْطِل رسمياً في شهر يونيو من عام 1684.